# Colchicum varians
Colchicum varians là một loài thực vật có hoa trong họ Colchicaceae. Loài này được (Freyn & Bornm.) Dyer miêu tả khoa học đầu tiên năm 1904.